# Delkit Fiberglass
Delkit Fiberglass war ein britischer Hersteller von Automobilen.

## Unternehmensgeschichte
Derek Allen und John Rock gründeten 1984 das Unternehmen in Telford in der Grafschaft Shropshire. Sie begannen mit der Produktion von Automobilen und Kits. Der Markenname lautete Delkit. 1985 endete die Produktion. Insgesamt entstanden etwa neun Exemplare.

## Fahrzeuge
Das einzige Modell war der Camino. Die Basis bildete ein Spaceframe-Fahrgestell. Darauf wurde eine Karosserie aus Fiberglas montiert. Viele Teile, so auch der Vierzylindermotor, kamen vom Ford Cortina. Das Design des Coupés war gewöhnungsbedürftig und gefiel nicht jedem.